# Titteliture
Titteliture var SR:s och Sveriges Radio-TV:s adventskalender och sändes 1960, vilket innebar premiär för TV-versionen. Idén att koppla en TV-serie till en julkalender kom från SR som från 1957 gjorde en radioversion av en kalender. Serien skapades efter en idé av programchefen Barbro Svinhufvud med manus av Gösta Knutsson, författaren bakom Pelle Svanslös. Serien ingick i ett barn- och familjeprogram med pyssel och knåp som hade julanknytning.
Rollen som Titteliture gjordes av Victoria Kahn. Kalendern började sändas från den första advent, den 27 november. Den sändes dock inte på onsdagar eftersom dessa var TV-fria vilket gjorde att serien totalt hade 24 avsnitt.
Den 12 januari 1961, dagen före tjugondedag jul, visades ett uppföljningsprogram som hette Tittelitures julgransplundring med inslag i form av lekar, sånger, tävlingar och filminslag samt julgransplundring. Programmet leddes av Bosse Sundblad med gäster.

## Handling
Serien utspelas i ett adventshus och leds av Titteliture (Victoria Kahn) som varje dag öppnar luckor bakom vilka det finns en gäst eller en gåta. Det förekom också pyssel, musikinslag, dockteater och sagoberättande.
Många av avsnitten var knutna till dagens namnsdag och december månads många bibliska namn kommenteras och förklaras.

## Rollista
- Victoria Kahn – Titteliture
- Eddie Axberg – rimtroll
- Rick Axberg – rimtroll
- Bo Sundblad – sång och musik
- Gösta Knutsson – torgförsäljare
- Maud Reuterswärd – berättare i radio[3]

## Produktion
Enligt Barbro Svinhufvud, chef för barnprogramsavdelningen på SVT, ville SVT egentligen inte kalla serien för en adventskalender för att inte konkurrera med radions kalender vars intäkter gick till välgörenhet.
Titteliture var ursprungligen tänkt att vara en pojke så när rollen gick Victoria Kahn, som tidigare deltagit i programmet Innan vi lägger oss, fick hon gömma sitt långa hår i en tomteluva för att dölja att hon var en flicka. Serien spelades in under sommaren 1960 i Sveriges Radios studior där man byggt upp ett adventshus.

### Papperskalender
Årets papperskalender ritades av Thor Lindmark och föreställer en byggnad och olika figurer mot vit bakgrund.

## Visning
Serien har även visats i Öppet arkiv men då fanns bara 5 avsnitt tillgängliga på grund av bristande kvalitet. Dessa avsnitt var Första advent (27 november), Trollkarlen (28 november), Lucia (13 december), Lek med ord (22 december), Bokstäverna (23 december).
De fem bevarade avsnitten publicerades åter på Öppet arkiv 1 december 2024.

## Mottagande
Sveriges Television mätte inte vid den här tidpunkten hur många som såg på programmet. Däremot så skrev Gunnar Falk i Dagens Nyheter att den "möjligtvis kan gå an för de allra, allra yngsta" och att "de flesta av denna adventskalenders inslag har varit ovanligt tafatt och valhänt utförda".

### Fotnoter
1. 1 2 3  ”Kalender för småbarnen och en skräckfilmen för de vuxna”. Expressen. 27 november 1960. Läst 17 september 2023.
2. ↑   När Var Hur 1999. DN
3. 1 2 3 4 5  Stenudd, Solveig (2004). Teskedsgumman, Pettson, Pelle Svanslös och alla de andra : julkalendern i radio och TV genom tiderna (Ny, utök. version). Sveriges television (SVT). sid. 14-15, 166. ISBN 91-975013-0-1. OCLC 186559284. https://www.worldcat.org/oclc/186559284. Läst 17 januari 2023
4. ↑  Gradvall, Jan (1996). TV! : nedslag i Sveriges televisions historia. Sveriges radio. ISBN 91-522-1780-9. OCLC 55089449. https://www.worldcat.org/oclc/55089449. Läst 17 januari 2023
5. ↑  Jan Ekholm (13 januari 1961). ”Blek julgransplundring”. Aftonbladet. Läst 17 september 2023.
6. ↑  ”Tittiliture i jul-IV”. Expressen. 15 september 1960. Läst 17 september 2023.
7. ↑  Cabot, Caroline (2020). Julkalendern genom tiderna. sid. 13. ISBN 978-91-7795-389-0. OCLC 1237997582. https://www.worldcat.org/oclc/1237997582. Läst 24 december 2022
8. ↑  ”Julkalendern 1960 - Titteliture - Första advent | Öppet arkiv | oppetarkiv.se”. web.archive.org. 22 januari 2021. Arkiverad från originalet den 22 januari 2021. https://web.archive.org/web/20210122182007/https://www.oppetarkiv.se/video/29115350/julkalendern-1960-titteliture. Läst 9 februari 2023.
9. ↑  Sveriges Television AB, Stockholm Sweden. ”Titteliture”. https://www.svtplay.se/titteliture. Läst 1 december 2024.
10. ↑  Gunnar Falk (19 december 1960). ”Falsk varubeteckning”. Svenska Dagbladet.